# ウコギ属
ウコギ属はウコギ科の属の一つ。

## 特徴
落葉性の高木または低木。葉は長枝に互生し、短い枝には束生する。普通5枚、ときに3枚の小葉からなる掌状複葉で、小葉の縁には鋸歯がある。5 - 6月頃に、短枝の先に花柄を出して、多数の花を散状につける。幹には鋭い棘があり、エゾウコギは細い棘を密生する。多くは雌雄異株で、日本を含む東アジアに約40種知られる。ヒメウコギは、日本のは雌株だけで、果実はつかない。
日本で一般にウコギと称される植物は、別名でムコギ、ヒメウコギともよばれている中国原産の種で、生け垣などにされる落葉低木である。日本で昔は栽培されていた種とみられているが、一部は野生化している。栽培は、前年に伸びた枝を切り取って、春先の発芽前に挿し木して、梅雨期に日当たりと水はけのよい土地に植えて、肥培される。

## 名称
平安時代中期に編纂され、現存する日本最古の薬学書に列する本草学辞典『本草和名』（ほんぞうわみょう）、同じく日本最古の漢和対訳百科事典に列する『和名類聚抄』（わみょうるいじゅしょう）の解説によれば、ウコギは中国原産と見られる外来種の五加（ウーチァ）であると記されており、現在使用されるウコギの和名漢字「五加木」「五加皮」はこれに由来している。また、『本草和名』では牟古岐（むこぎ）と読ませたヒメウコギが紹介されている。

## 利用
ヒメウコギやヤマウコギは薬用植物として、根の皮部を五加皮（ごかひ）と称して生薬にする。この根の皮は鎮痛、強壮、強精に用いられ、ホワイトリカーに漬けて、五加酒（五加皮酒）にもできる。五加皮は秋の落葉期に掘り採った根を水洗いし、皮を剥いで刻み、天日乾燥して調製したものである。腰以下を温める効果があり、民間療法では、関節痛、腰痛、インポテンツ、足のむくみに、1日量5グラムの五加皮を600 ccの水で煎じて3回に分けて服用する用法が知られている。根の皮の成分にメトキシサリチルアルデヒドを含み、特有の芳香を発散し、その他パルミチン酸、リノール酸などの脂肪油を含んでいる。
ウコギ（ヒメウコギ）の新芽は食用にでき、軽く茹でて和え物やお浸しに、生の若葉を刻み入れた炊き込みご飯（ウコギ飯）などに調理されたり、硬くなった葉を天日乾燥して茶料にできる。
ウコギ科に分類される他属同様、ウコギ属の数種も可食種として古来より広く民間利用された植物の1つであり、1603年（慶長8年）発刊の『日葡辞書』でもVcoguiとして「根は薬用に、葉は和え物に、幹は酒に用いる」と記されている事実からもそれを窺い知れる。また、幹に棘を持つ性質から垣根としても普及しており、1691年（元禄4年）に松尾芭蕉門人にして蕉門十哲の1人に数えられる立花北枝が発刊した俳諧書『卯辰集』（うたつしゅう）に、李東を号する俳人が「おもしろき盗みや月のうこぎ垣」と詠んだ句が収められている。
莫大な借金返済と国庫潤滑に生涯を捧げた米沢藩第9代当主上杉治憲（後の上杉鷹山）の財政改革に端を発し、折からの凶作に伴う飢饉を予見して特命を帯びた莅戸善政が実践・執筆した野食指南書『かてもの』にこそ万能植物たるウコギは紹介されなかったが、生育条件に適していた地の利を活かしてそれに準ずる食材確保の目的で生垣に利用するよう奨励した。これにより、山形県米沢市では今でも生垣を備える一般家庭の大半でヒメウコギを常育し、春から初夏にかけて新芽を摘んで食べる文化が根付いている。

## ウコギ属の種
栽培されているウコギは中国原産で、栽培されているヒメウコギも同じである。日本の本州、四国の山野にあるのはヤマウコギで、北海道（十勝、オホーツク地方などの北東部）にだけエゾウコギが自生する。
- ケヤマウコギ - 学名：Eleutherococcus divaricatus - オニウコギとも。日本の中部、南部および朝鮮半島、中国大陸に分布する種で、円錐の花序に多数の花をつける[8]。
  - トゲナシオニウコギ - 学名：Eleutherococcus divaricatus f.  inermis
- ヒゴウコギ - 学名：Eleutherococcus higoensis
- ウラジロウコギ - 学名：Eleutherococcus hypoleucus - 石灰岩地に生育する種で、本州（関東地方西部以西[9]）、四国、九州などに分布する[10]。
- コシアブラ - 学名：Eleutherococcus sciadophylloides - 日本全国に広く分布する種で、かつては樹脂から金漆という塗料がつくられた[11]。
  - フイリコシアブラ - 学名：Eleutherococcus sciadophylloides f. albovariegatus
- エゾウコギ - 学名：Eleutherococcus senticosus -ロシアの寒冷地、 北海道（十勝、オホーツク地方などの北東部[12]）に分布する種で、球形の花序に白い花をつける[13]。別名シベリアジンセン。
  - トゲナシエゾウコギ - 学名：Eleutherococcus senticosus f. inermis
- ヒメウコギ - 学名：Eleutherococcus sieboldianus - 中国を原産とする種で、中国大陸に分布する[14]。
  - フイリウコギ - 学名：Eleutherococcus sieboldianus f. variegatus
- ヤマウコギ - 学名：Eleutherococcus spinosus - 本州、四国に広く分布する種で、球形の花序に白い花をつける[15]。
  - トゲナシウコギ - 学名：Eleutherococcus spinosus f. espinosus
  - オカウコギ - 学名：Eleutherococcus spinosus var. japonicus - ツクシウコギ、マルバウコギとも。丘陵地に生育する種で、関東、東海、紀伊半島などに分布する[16]。
  - クロバナヤマウコギ - 学名：Eleutherococcus spinosus var. japonicus f. ionanthus
  - ウラゲウコギ - 学名：Eleutherococcus spinosus var. nikaianus - 本州（近畿以西[17]）、四国、九州に分布する種で、黄緑色の花を咲かせ、黒紫色の果実が生る[18]。
- ミヤマウコギ - 学名：Eleutherococcus trichodon - 本州、四国に広く分布する種[19]。